# Dreetz
Dreetz là một đô thị thuộc huyện Ostprignitz-Ruppin, bang Brandenburg, Đức. Đô thị Dreetz có diện tích 64,43 km², dân số thời điểm 31 tháng 12 năm 2006 là 1240 người.